# Русско-Никольское
Русско-Никольское — село в Пачелмском районе Пензенской области России. Входит в состав Черкасского сельсовета.

## География
Село находится в западной части Пензенской области, в пределах Приволжской возвышенности, в лесостепной зоне, на берегах реки Ноксы, на расстоянии примерно 18 километров (по прямой) к северо-западу от Пачелмы, административного центра района. Абсолютная высота — 170 метров над уровнем моря.

### Климат
Климат характеризуется как умеренно континентальный, с холодной продолжительной зимой и тёплым летом. Среднегодовая температура воздуха — 3,6 — 3,8 °C. Средняя температура воздуха самого тёплого месяца (июля) — 19 °C (абсолютный максимум — 39 °C); самого холодного (января) — −12 °C (абсолютный минимум — −49 °C). Вегетационный период длится 145 дней. Среднегодовое количество атмосферных осадков варьируется от 460 до 480 мм, из которых большая часть выпадает в тёплый период. Снежный покров устанавливается в конце ноября и держится в течение 150 дней.

### Часовой пояс
Село Русско-Никольское, как и вся Пензенская область, находится в часовой зоне МСК (московское время). Смещение применяемого времени относительно UTC составляет +3:00.

## Население
| 1795 | 1864  | 1877  | 1911  | 1926  | 1930  | 1939  |
| ---- | ----- | ----- | ----- | ----- | ----- | ----- |
| 1400 | ↗1510 | ↗1827 | ↗2851 | ↘1854 | ↗2557 | ↘1303 |
| 1959 | 1979  | 1989  | 1996  | 2002  | 2010  |       |
| ↘768 | ↘500  | ↘378  | ↗388  | ↘314  | ↘247  |       |

### Национальный состав
Согласно результатам переписи 2002 года, в национальной структуре населения русские составляли 99 % из 314 чел.